# Cofradía de la Virgen del Rosario Coronada (Granada)
La  Archicofradía de la Virgen del Rosario Coronada, es una hermandad de culto católico que tiene su sede canónica en la Iglesia de Santo Domingo, en el barrio del Realejo de la ciudad española de Granada. 
Esta cofradía, por su naturaleza, pertenece a la Orden de Predicadores, teniendo como ámbito territorial de actuación el de la Archidiócesis de Granada. Su denominación, acuñada durante más de cinco siglos de historia es Muy Antigua, Pontificia, Real, Ilustre y Venerable Archicofradía de Nuestra Señora del Rosario Coronada.

## Fines
Su principal misión es dar culto a la milagrosa y venerada imagen de la Santísima Virgen del Rosario Coronada, Copatrona de la ciudad de Granada, Patrona del Barrio del Realejo y Capitán General de la Armada Española, así como extender y promover la devoción al santísimo Rosario entre los cofrades y granadinos.

## Historia

### Orígenes

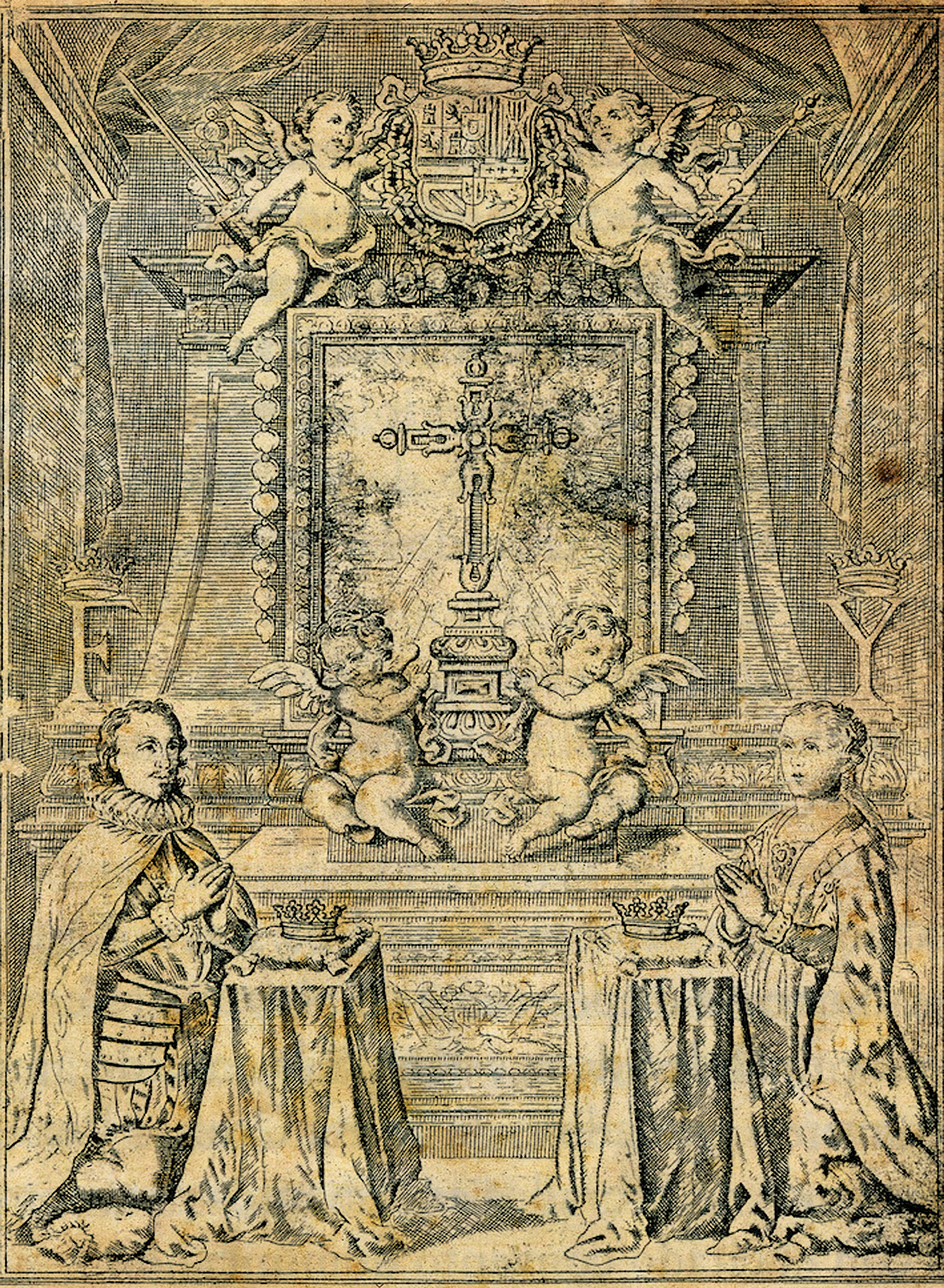
Los Reyes Católicos venerando la Santa Cruz

Su fundación data del mismo año de la Reconquista, en concreto el día 5 de abril de 1492, en que se funda el Convento de Santa Cruz la Real por real cédula de los Reyes Católicos, siendo administrador apostólico Fray Hernando de Talavera. Según consta en un pleito del año 1558, la Archicofradía fue fundada en tiempos del primer prior del Convento de Santa Cruz la Real, Fray Alberto Aguayo, con la aprobación del Arzobispo Talavera y teniendo por primeros cofrades a sus católicas majestades, Isabel I de Castilla y Fernando II de Aragón.
Aunque no se conserva el libro fundacional, la fuente indirecta más antigua que se ha descubierto hasta el momento data del año 1508 y se trata del testamento de Elvira de Luque. En las mandas que lo conforman esta señora deja constancia de que quiere ser enterrada en el Convento de Santa Cruz la Real, y que la acompañe en el sepelio la Archicofradía del Rosario. Del mismo modo, gracias a una bula promulgada en el año 1527, sabemos que el papa Cemente VII da permiso a Gaspar Muñoz para erigir en dicho templo la Capilla del Rosario, la cual, en documentación posterior, constará como propiedad de la Archicofradía. En la misma se enterrarían los cofrades desde época muy temprana, tal y como queda constancia en los testamentos publicados por la Dra. Amalia García Pedraza en su tesis doctoral.
 

Hablar de la Archicofradía del Rosario es hablar de la Orden de Predicadores en Granada, ya que los frailes dominicos del Convento de Santa Cruz la Real al mismo tiempo que iban evangelizando todo el Reino de Granada, tal y como les encomendaron los Reyes Católicos, iban expandiendo la devoción al Santo Rosario y fundando Cofradías adscritas a dicho convento y que tenían por “matriz” a la Archicofradía granadina. Este hecho supone, en la actualidad, que la devoción a la Virgen del Rosario sea la más extendida por la provincia, donde es patrona de innumerables localidades.

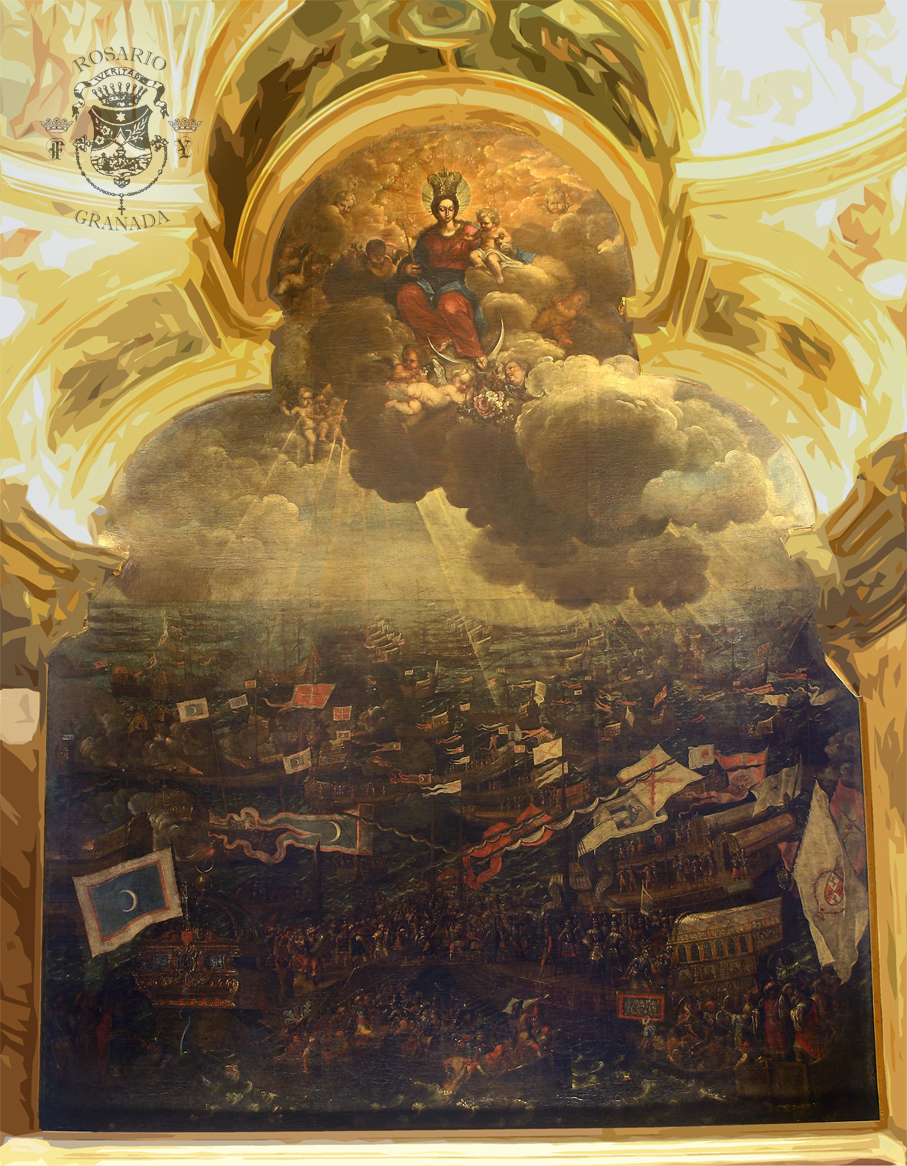
Lienzo de la Batalla de Lepanto que se encuentra en el Camarín de la Santísima Virgen

### sigloXVI
Según relata la tradición, la imagen de la Santísima Virgen de Rosario fue donada a esta corporación en 1552 por D. Diego de Castilla y Enríquez, IV Señor de Gor, y su esposa Dña. Beatriz Mendoza, así como, que fue llevada por el almirante granadino don Álvaro de Bazán en su galera "la loba" a la contienda acaecida el día 7 de octubre de 1571, la Batalla de Lepanto. 
Para esto, fue fundamental la figura del conocido como Papa del Rosario, San Pío V, que lideró la creación de la Liga Santa, coalición militar formada por las principales potencias católicas del momento, que evitó la invasión turca a través del golfo de Lepanto. Gracias al pontífice, que era fraile dominico, el rezo del Rosario sirvió como eficaz arma para superar la contienda, instaurándose el 7 de octubre la fiesta de Nuestra Señora de las Victorias. Su sucesor, el papa Gregorio XIII, cambiaría esta advocación por la de Nuestra Señora del Rosario.
Este singular acontecimiento, provocó que la devoción en la ciudad y la provincia de Granada por el rosario y la Santísima Virgen crecieran de forma desmesurada. Tanto es así, que el 20 de septiembre de 1588, Felipe II otorga por real cédula el privilegio del toque de la campana de la Torre de la Vela de la Alhambra a la Archicofradía en la víspera y fiesta del Rosario. El toque, como parte del patrimonio inmaterial granadino, sigue realizándose en la actualidad cada 7 de octubre.

### sigloXVII

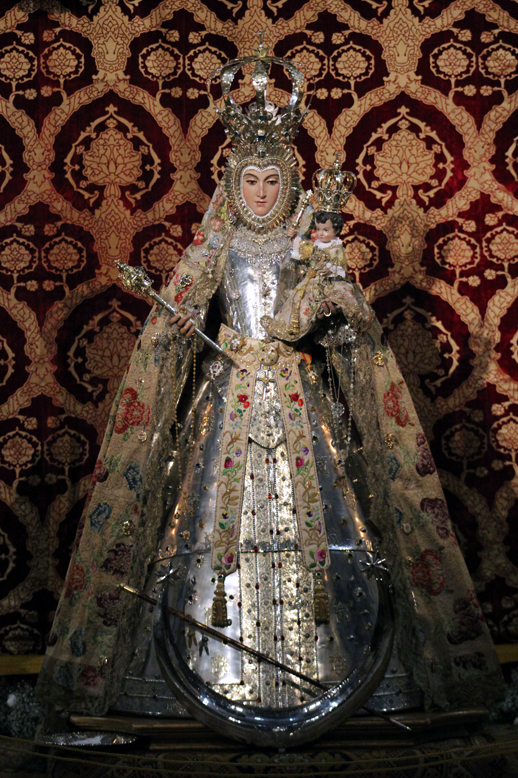
Nuestra Señora con el vestido de plata y el manto donado por Felipe V.

En el año 1628, unas terciarias dominicas deciden regalar un vestido de plata, piedras preciosas y esmaltes a la imagen, siguiendo el patrón de los que se usaban en el momento en la corte española de los Austrias.
En este siglo acontecerán otros dos sucesos fundamentales para la consolidación de la Virgen del Rosario, como gran devoción de la capital granadina y todo el Reino. Se trata de los milagros de las lágrimas y de la estrella, acontecidos en 1670 y 1679 respectivamente.  

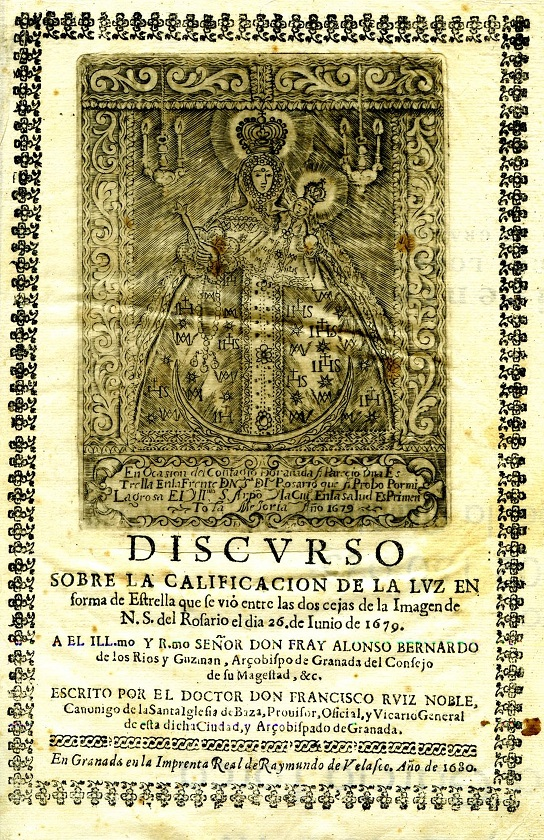
Portada del proceso canónico del Arzobispado de Granada del año 1679, editado en 1680.

El milagro de la Estrella consistió en la aparición de una luz misteriosa en el entrecejo de la sagrada imagen. El Arzobispo de Granada, Fray Alonso Bernardo de los Ríos, pidió a las cofradías granadinas que realizaran rogativas para pedir por el cese de la terrible epidemia de peste bubónica que asolaba la ciudad. Por este motivo, la Archicofradía decide colocar a la Santísima Virgen en el altar mayor del templo dominico, comenzándose un piadoso octavario el día 24 de junio. Dos días después, el 26 de junio, se manifestó entre las cejas de la imagen una misteriosa luz en forma de estrella que pudo observarse hasta la primera mitad del mes de agosto, proclamándose la salud de la ciudad en la víspera del 7 de octubre. Este inexplicable suceso fue sancionado por la autoridad eclesiástica el día 12 de octubre de 1679, una vez efectuado el proceso de estudio pertinente, realizado por el vicario general del Arzobispado, el Dr. Francisco Ruiz Noble.
A partir de estos sucesos, la devoción hacia la Virgen del Rosario se expandió notablemente, lo que provocaría el traslado de la imagen desde su primitivo emplazamiento, en la actual capilla del Dulce Nombre de Jesús, hasta la cabecera de la Iglesia. Esto supuso que se llevara a cabo una reforma en el crucero de la misma hacia 1690, con el objetivo de colocar la milagrosa imagen en un lugar de mayor importancia dentro de la Iglesia de Santo Domingo. También cabe destacar en este siglo, la creación del Patronato fundado en 1609 por Don Pedro Cajal y Herrera, para dar dotes a religiosas y casar a doncellas pobres.

### sigloXVIII
Este será uno de los períodos de mayor esplendor para la Archicofradía, puesto que es el momento en el que aporta a la Historia del arte universal, el que es sin duda el culmen de los camarines barrocos hispanos. Se trata de un monumento que se construye entre 1726 y 1773, y cuyo esplendor no es más que la materialización del amor y devoción de Granada por la Virgen del Rosario. Cabe destacar la labor del destacado miembro y benefactor de la cofradía, D. Pedro Pascasio de Baños, caballero veinticuatro de la ciudad y primer comisario de las obras de construcción del camarín.
En este recinto, anexo a la Iglesia de Santo Domingo, se creó un pequeño palacio para albergar la imagen de la Virgen, articulándose un auténtico joyero arquitectónico donde materiales como el yeso, el espejo, el vidrio o el mármol, conforman un espacio único, que lo convierten en "el más espléndido de los edificios de camarín."  Esta construcción, que representa el cielo en la tierra, está formada por una entrada, que fue antigua cripta de los miembros de la Archicofradía, un patio, una escalera, sala capitular, transparente, dos antecamarines y la sala principal o de la reina, donde recibe culto la imagen de la Virgen. Las estancias se construyeron sobre unas casas propiedad de la cofradía, las cuales fueron conectadas a la Iglesia de Santo Domingo por medio de un cobertizo o bóveda de ladrillo sobre la que se asienta parte de la edificación. Esto permite contemplar la imagen desde el interior del templo, y a la vez, la circulación de los ciudadanos por la calle anexa al templo conventual. Esta vía recibe en la actualidad el nombre de calle Cobertizo de Santo Domingo, habiéndose denominado en el pasado también como calle "del Camarín." En la ejecución del edificio intervinieron artistas de la talla de Domingo Chavarito, los escultores Valero, Agustín de Vera Moreno o Blas Moreno, que será el encargado de continuar la ejecución del nuevo retablo, en el que se representa la Coronación de la Virgen, quinto misterio glorioso del rosario.

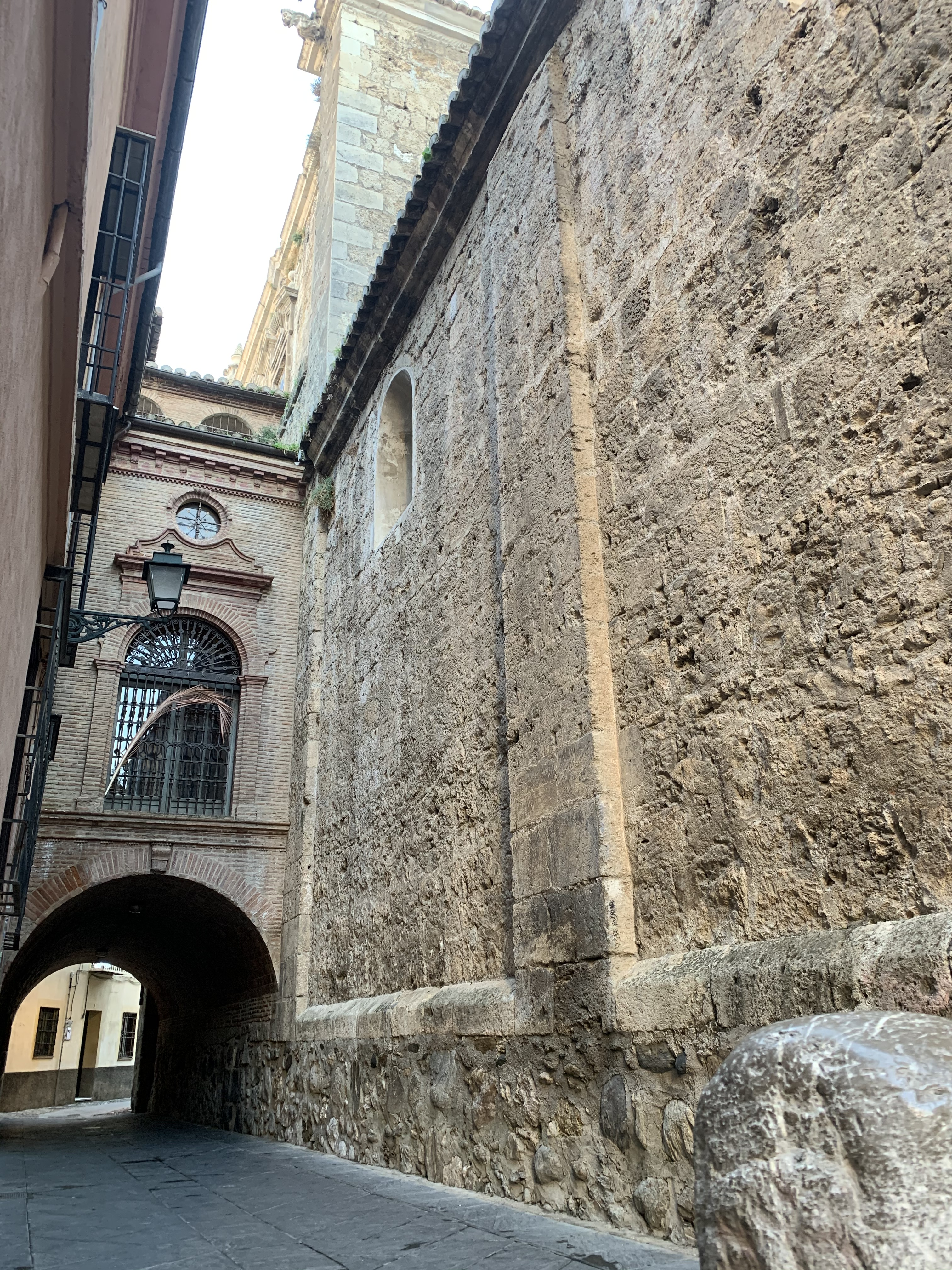
Vista exterior del Camarín
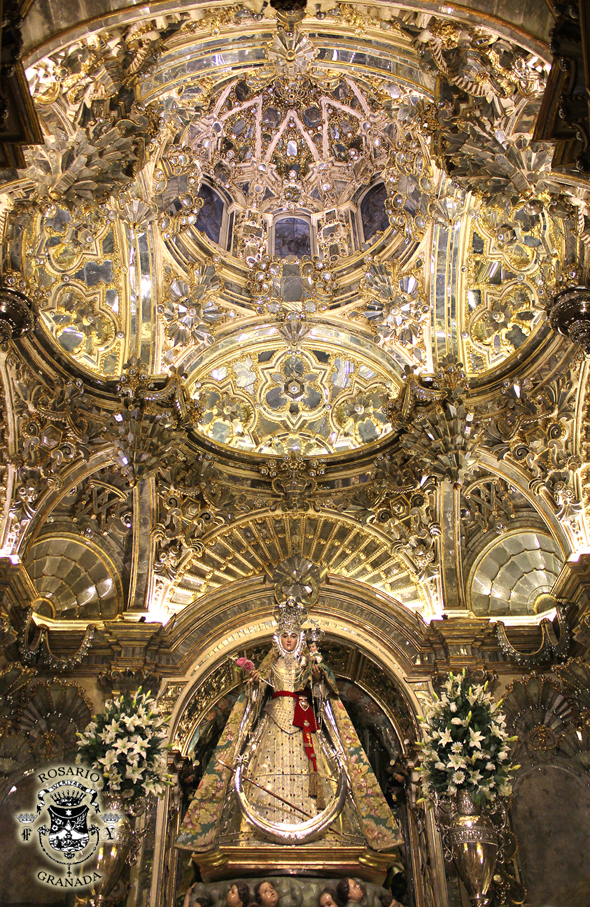
Vista de la estancia central del Camarín.
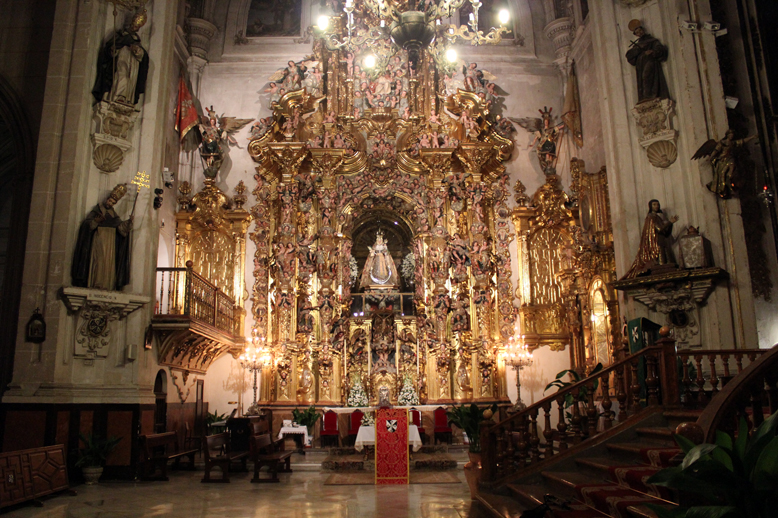
Imagen general del retablo.
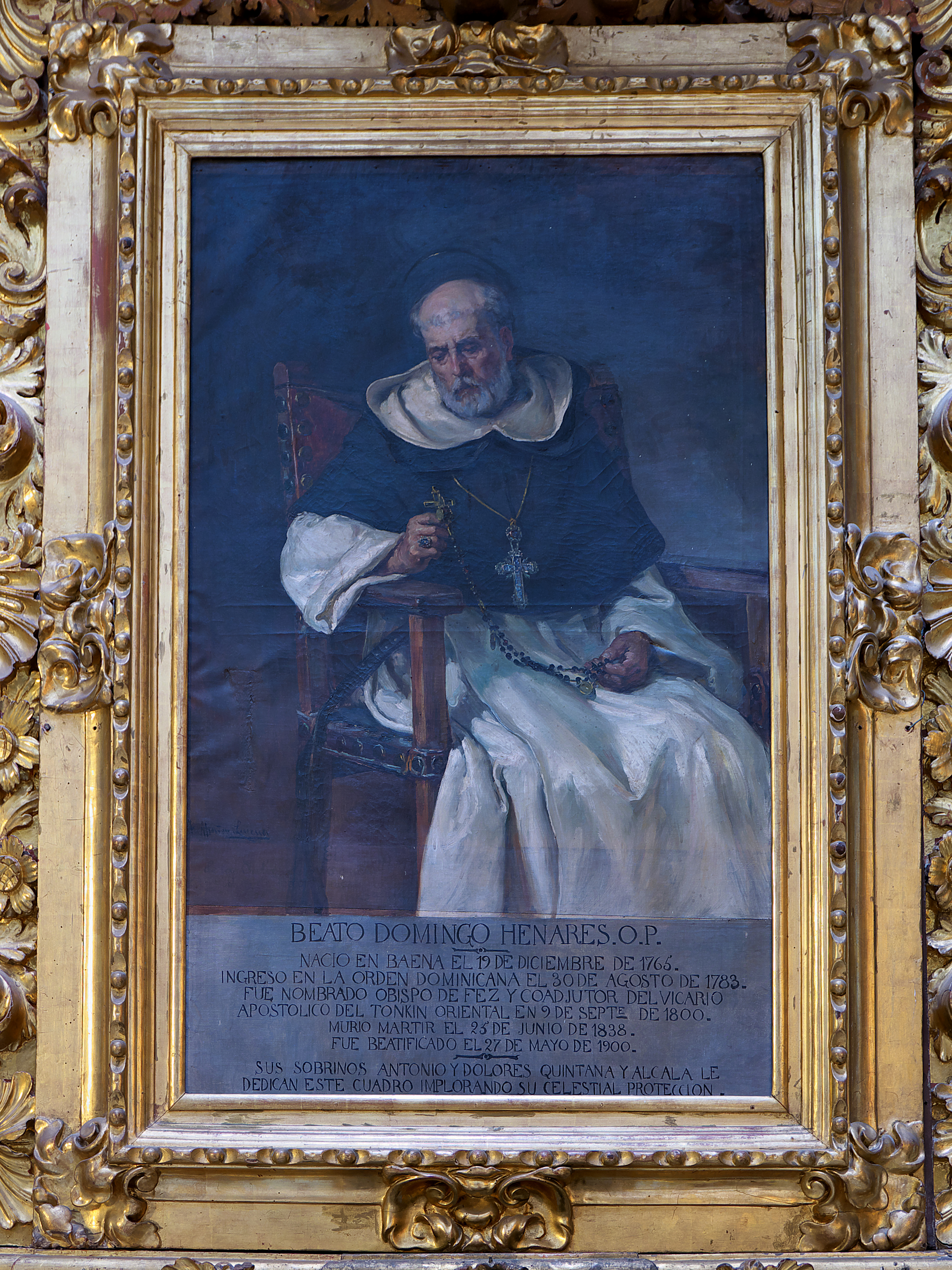
Santo Domingo de Henares

Unos años antes de finalizarse las obras de construcción del Camarín, nacería en Baena (Córdoba), Domingo de Henares. Siendo niño se trasladaría junto a su humilde familia al barrio del Realejo de Granada, donde su devoción al rosario le hizo ingresar en la nómina de hermanos de la Archicofradía. Su vocación al sacerdocio, le haría profesar como fraile dominico en 1783, siendo ordenado en 1789. Fue Obispo de Fez, en Vietnam, siendo perseguido y martirizado en 1838. León XIII lo declaró beato en 1900, siendo San Juan Pablo II quien lo canonizó en 1988, por lo que se trata del primer hermano de la Archicofradía que goza de la gloria de los altares.
Durante la estancia en Granada del rey Felipe V y su esposa doña Isabel de Farnesio en 1730, los monarcas obsequiaron a la Santísima Virgen con un rico manto tejido con hilos de oro, como consta en el archivo de la Archicofradía.

### sigloXIX
La centuria estuvo marcada por varios avatares que afectarían a la corporación, el primero de ellos la Ocupación Napoleónica en 1810, que supuso el expolio de gran parte del patrimonio de la Archicofradía. por parte de las tropas francesas del General Sebastiani. El Convento de Santa Cruz la Real, que sirvió como almacén de artillería, sería reabierto al culto en 1814. 

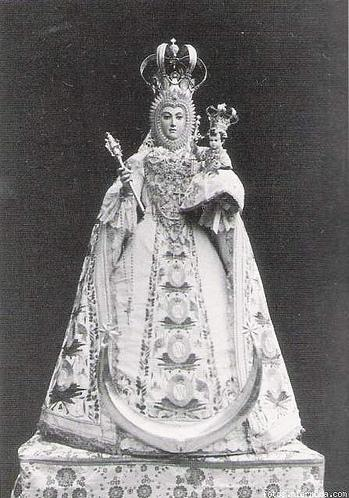
Nuestra Señora del Rosario en una fotografía de finales del siglo XIX

El segundo varapalo llegaría con la Desamortización de 1835, por la que fueron expulsados del convento de Santa Cruz cuarenta frailes dominicos. Esto provocó el cierre del templo y convento, teniendo que trasladarse la imagen de la Santísima Virgen del Rosario a la iglesia parroquial de Santa Escolástica. La milagrosa imagen era venerada en la sacristía, siendo colocada en el altar mayor para las funciones de los primeros domingos de mes. Esta situación no duró mucho tiempo, ya que la Junta desamortizadora ordenó el derribo de la mencionada iglesia en 1842, trasladándose la misma al cenobio exclaustrado a los dominicos, lo que permitió el regreso de la imagen a su fastuoso Camarín y templo. Una vez recuperado el culto en el mismo, ya como sede de la extinta parroquia, la cofradía prosiguió con su habitual actividad, y pese a la ausencia de los frailes dominicos, el esplendor devocional prosiguió. Muestra de ello es la lista de mayordomos que sirvió el culto de manera ininterrumpida durante todo el siglo.
El honorable cargo de Mayordomos fue desempeñado por la familia Zayas-Fernández de Córdoba en varias ocasiones, siendo D. José de Zayas el último comisario para la culminación de las obras del camarín de la Virgen. D. José inscribió a su nieta María Emilia como hermana de la Archicofradía, la hoy Beata María Emilia Riquelme y Zayas, fundadora de la Congregación de Misioneras del Santísimo Sacramento y María Inmaculada. La Beatificación, celebrada el 9 de noviembre de 2019 en la Catedral de Granada, fue presidida por la imagen de la Santísima Virgen del Rosario Coronada.  En 1868 la Reina Isabel II, su esposo e hijos, así como su confesor San Antonio María Claret, fundador de la Congregación de Misioneros Hijos del Inmaculado Corazón de María visitaron a la Santísima Virgen del Rosario en su Camarín. Tras esto, la soberana se proclamó Hermana Mayor de la Archicofradía y se inscribió en el libro canónico junto a su esposo e hijos. Algunos años antes se habían inscrito los duques de Montpensier, Don Antonio de Orleans y doña María Luisa de Borbón y Borbón. 
Durante el pontificado de León XIII, ferviente devoto e impulsor del rezo del rosario, entre 1878 y 1903, el culto y las procesiones se vieron revestidas de un fervor especial. Cabe destacar los solemnes cultos realizados en la Santa Apostólica Iglesia Catedral de la Encarnación del año 1884, con la Santísima Virgen, acompañada de la imagen de Santo Domingo, cuyos traslados en procesión y novenario, fueron reflejo del fervor popular que la venerada imagen y el santísimo rosario despierta en el pueblo granadino desde tiempo inmemorial. Unos años después, en 1891, don Andrés Manjón, consagró las Escuelas del Ave María a la Virgen del Rosario, proclamándola patrona y protectora de tan piadosa empresa, como consta en los apuntes biográficos del pedagogo Manjón y puede observarse en la recreación de la película "Forja de Almas" (1943), de Eusebio Fernández Ardavín. 
La centuria, que comenzó con toda serie de avatares, culminó de manera brillante para la cofradía. Mientras España atisbaba la pérdida de sus últimas colonias, los Sres. Don Miguel y Manuel Rodríguez Acosta, oficiales de la Archicofradía, encargaron en 1897 al reconocido pintor, arqueólogo e investigador granadino Don Manuel Gómez-Moreno González, el diseño de un completo altar efímero que realzara los solemnes cultos que la ciudad de Granada ofrecería anualmente a la Virgen del Rosario en el mes de octubre. El original aparataje, que, por desgracia, no se conserva en su totalidad, es de los pocos ejemplos de altares o estructuras efímeras cultuales de los que se tiene constancia en la ciudad, y al que el poeta granadino Afán de Ribera, dedicó unos bellos versos.

### sigloXX
En el año 1904 un grupo de familias, encabezadas por los Rodríguez-Acosta, donan un manto de terciopelo verde y una saya de seda blanca, conocida actualmente como la saya "de los cañones", bordadas a realce por las religiosas de la Congregación de Santo Domingo. Estas piezas textiles se convertirán en las más características del tesoro textil de la Santísima Virgen, siendo lucidas en las ocasiones más especiales. La fundadora de la congregación, Sierva de Dios Teresa Titos Garzón, fue junto a las hermanas, camarera de la Santísima Virgen del Rosario. Estas religiosas serían las encargadas del aditamento de la imagen, sucediendo en estas funciones a las religiosas del Beaterio de Santo Domingo. En la actualidad ocupan el cargo de Camareras honorarias.
En 1925, por suscripción popular de los granadinos, se estrenaron unas andas procesionales realizadas por el hermano y mayordomo de la Archicofradía, D. Eduardo Espinosa Cuadros, imaginero y tallista granadino, que realizaría el conjunto escultórico de la Santa Cena. Las andas, de estilo neobarroco y doradas al agua, contienen cuatro cartelas con los principales misterios del rosario. Actualmente sirven como peana en el paso procesional.

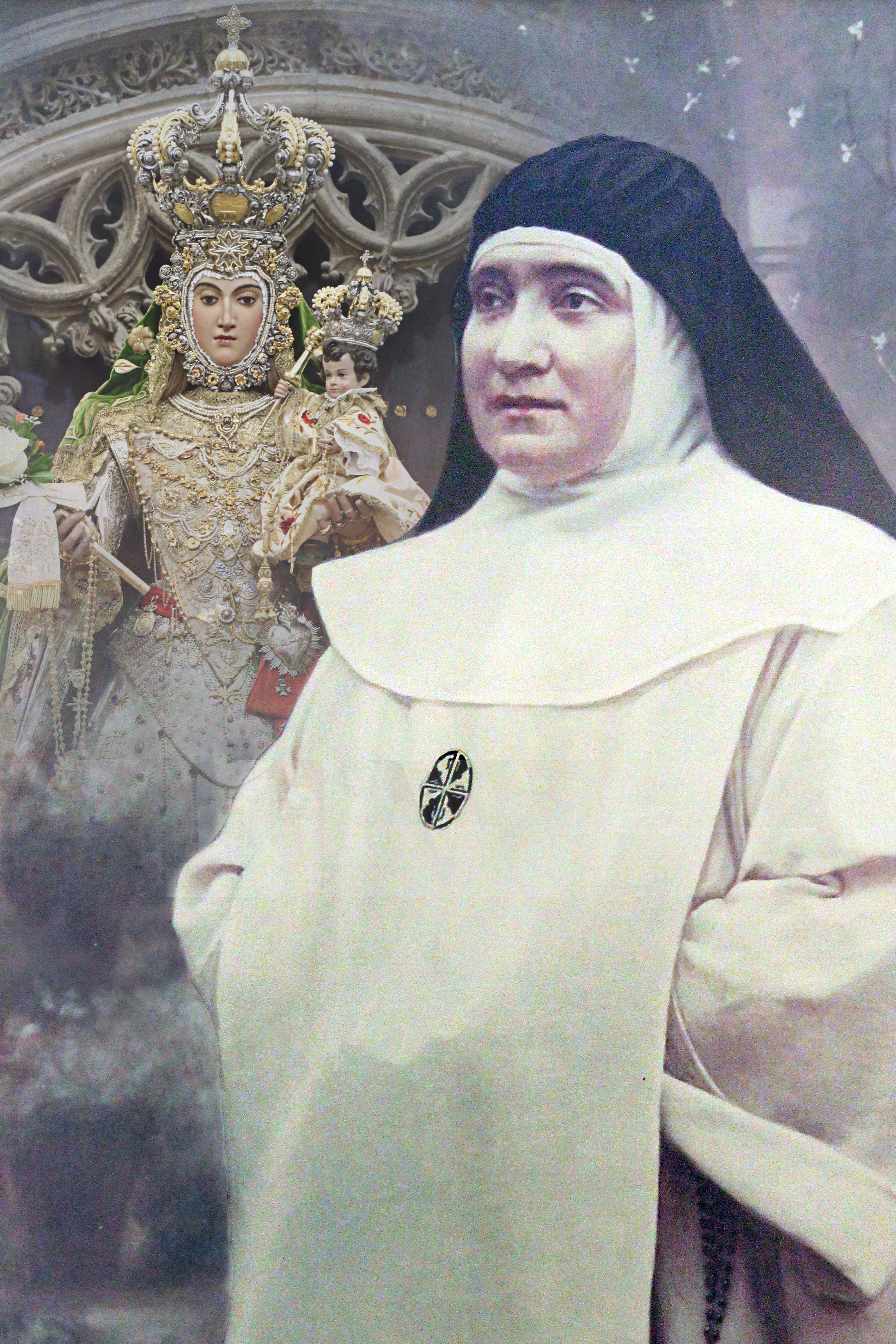
Sierva de Dios Madre Teresa Titos Garzón
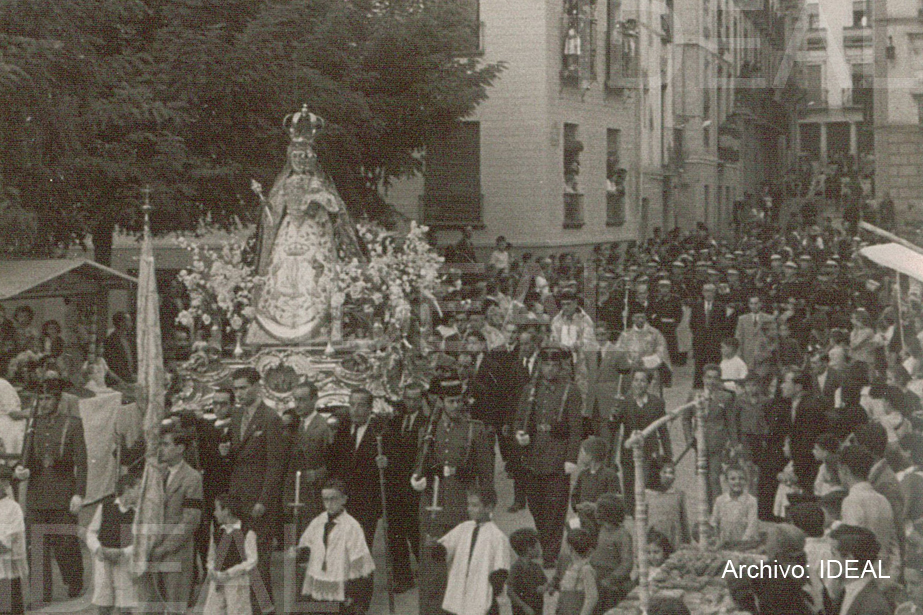
La Virgen sobre las andas de Espinosa Cuadros y luciendo el manto y saya bordado por la Congregación de Santo Domingo.
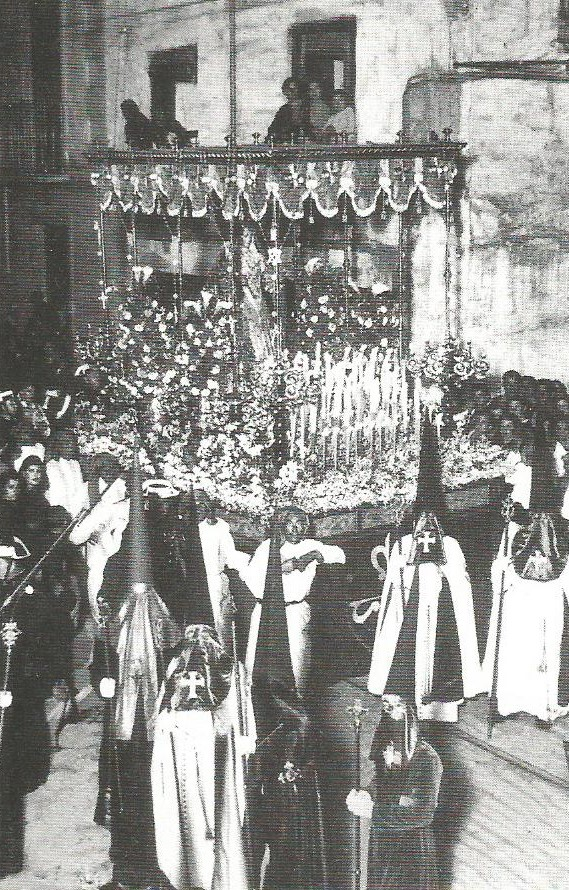
La Virgen del Rosario, sin el niño Jesús, procesionando en la Semana Santa.
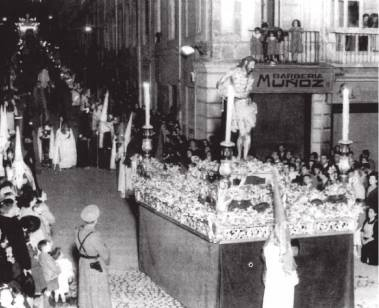
Ntro. Padre Jesús de la Paciencia en el cortejo procesional de la Semana Santa de 1948. Al fondo el paso con la Virgen del Rosario.

En 1927 el secretario de la Archicofradía y sacerdote coadjutor de la parroquia, Rvdo. D. José Alonso, expone a aprobación de los oficiales y horquilleros, la creación de una nueva hermandad para procesionar a la Santísima Virgen, sin el niño Jesús, cerrando los desfiles procesionales de la Semana Santa el Sábado de Gloria, actual Sábado Santo. Dado el especial interés despertado en la juventud de la ciudad por las cofradías pasionistas, esta sería una buena forma de acercar nuevos hermanos a la Archicofradía, por lo que se creó la nueva cofradía con el título de "Hermandad de Nuestra Señora del Rosario en sus misterios gloriosos". La misma estaba formada por miembros de las cofradías del Señor de la Humildad, Santa Cena y de la propia Archicofradía, produciéndose la curiosa situación de que dos hermandades procesionarían a la histórica Virgen de Lepanto, por un lado la Archicofradía que le rendía culto en las tradicionales procesiones de la Candelaria y Octubre, y por otro, la nueva hermandad pasionista. De este modo, la Santísima Virgen del Rosario estuvo procesionando en la Semana Santa granadina cerca de treinta años, siendo titular de dos cofradías, algo que en la actualidad es poco habitual en las hermandades de la geografía española. 

En 1951 se produjo el regreso de los frailes dominicos a su convento de Granada. Conociendo la extraña peculiaridad de existir dos cofradías dando culto a la misma imagen, se realizó la fusión entre las dos corporaciones en 1953, denominándose a la hermandad penitencial como "rama" de la Archicofradía, a la que también se añadieron nuevas secciones con movimientos ya existentes en la parroquia de Santa Escolástica. Durante aquellas décadas, la Archicofradía procesionó en la Semana Santa diferentes imágenes de Cristo que representaban los misterios dolorosos del rosario: la Flagelación, Jesús Nazareno o la Crucifixión; procesionándose a partir de 1961 a Nuestro Padre Jesús de las Tres Caídas, imagen venerada en la clausura del Monasterio de Santa Isabel la Real del barrio del Albayzín. 

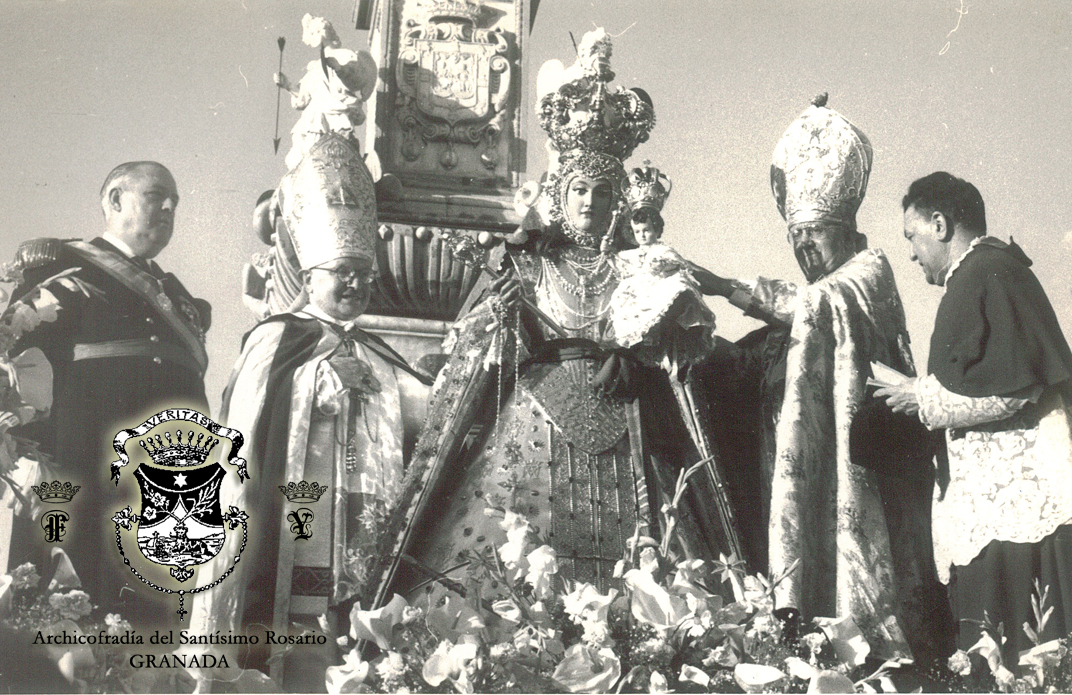
Instante de la Coronación Canónica

Esta participación de la Virgen del Rosario en la Semana Santa, sumada a los brillantes cultos y procesión del mes de octubre, dio lugar a que participara la Armada española en las procesiones de la Santísima Virgen, debido a la histórica vinculación de la imagen con la Batalla de Lepanto, lo que fomentó notablemente la popularidad de la Archicofradía y el fervor entre los granadinos. Previamente, el 9 de junio de 1958, se estrenaría la restauración del vestido de plata, realizada por los orfebres D. Miguel Moreno Grados y D. Miguel Moreno Romera. Estos artistas serían los ejecutores de las esplendorosas preseas de la Coronación Canónica, acontecida el 14 de mayo de 1961 en los Jardines del Triunfo por el Arzobispo de Granada, Don Rafael García y García de Castro, y el Obispo de Salamanca, Fray Francisco Barbado Viejo, O.P.

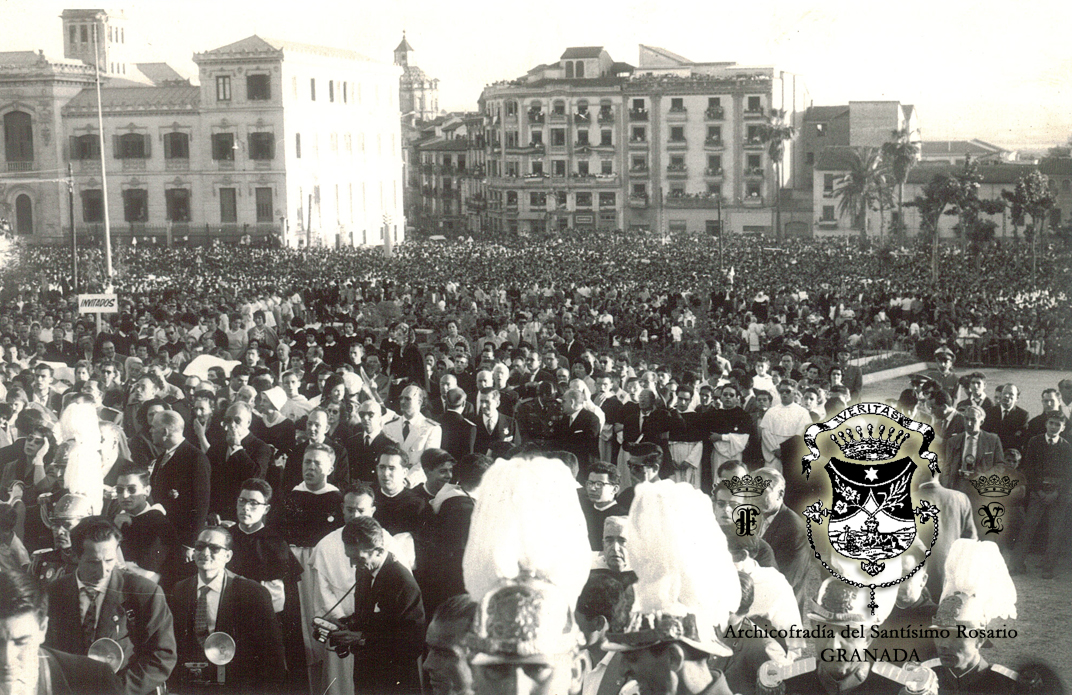
La explanada del Triunfo, atestada de público en la Coronación

Las coronas se costearon por suscripción popular, siendo impuestas en una solemne ceremonia a la que acudieron cerca de cien mil personas, siendo la coronación canónica más multitudinaria de cuantas han acontecido en la ciudad de Granada. Se celebró dentro de un completo programa de actos donde se realizaron una Asamblea Mariana nacional, una exposición con imágenes de la Virgen del siglo XVI, el pregón, a cargo de D. Pedro Palop Fuentes, académico de la Real Academia de Córdoba y la Academia de Bellas Artes de Málaga y varios conciertos, entre los que destacó el ofrecido por el Orfeón Murciano. 
Los momentos más especiales se vivieron los días 13 de mayo, con el traslado en Rosario Público de antorchas hasta los jardines del Triunfo, el Pontifical de Coronación, hasta donde se trasladó en helicóptero la imagen de "la Galeona", del Convento del Rosario de Cádiz, y la triunfal procesión de regreso hasta Santo Domingo con Nuestra Señora del Rosario ya Coronada, acompañada por la Banda de música del Ministerio de Marina y una compañía de Infantería de Marina del departamento marítimo de Cádiz, bajo la dirección del capitán Puente Llovera, con bandera y banda de gastadores y trompetas. Según los diarios de la época, fue muy emocionante la llegada de la Santísima Virgen a la Iglesia del Sagrado Corazón de Jesús, donde fue recibida con una grandiosa lluvia de pétalos de rosa, así como los incensantes vítores, palmas reales y aplausos a la Copatrona de la ciudad por todo el recorrido de regreso hasta el barrio del Realejo. Para tan señalada ocasión, la imagen fue procesionada en el paso realizado varios lustros antes por el hermano de la Archicofradía y reconocido tallista D. Nicolás Prados López, que se utilizaba habitualmente en la procesión de Semana Santa.La obra social de la Coronación se vio materializada con la construcción, en la Huerta del Cordero, del Colegio de Nuestra Señora del Rosario. De esta manera se culminaba el proyecto iniciado en 1953 por el director espiritual de la Archicofradía, Fray Manuel Crespo, O.P., que obtuvo los permisos para la creación de una escuela parroquial en la antigua cripta y patio del Camarín. Así, el 6 de octubre de 1968 fue bendecido el nuevo centro docente por Monseñor Benavent, quedando como testimonio del filial amor que los granadinos profesan a la Virgen del Rosario.
Tras varios años de conversaciones entre el Arzobispado y la Orden de Predicadores, sobre la idoneidad de que una imagen de gloria procesionara en la Semana Santa, la Archicofradía decidió encargar una imagen de dolorosa, vicaria de Nuestra Señora del Rosario Coronada al imaginero D. Aurelio López Azaustre, que solo recibiría culto público el día de la Estación de penitencia. De esta manera la Santísima Virgen del Rosario Coronada seguiría estando presente en la procesión de Semana Santa sin que sufriera deterioro la venerada imagen. A partir de 1962, último año en que la imagen gloriosa procesionó en la semana de pasión, comenzarían a producirse una serie de avatares entre las diferentes ramas de la Archicofradía en las décadas posteriores, lo que provocó que en el año 1986 la sección penitencial se independizara de la Archicofradía del Rosario, realizara sus propias reglas y una nueva imagen mariana del escultor Miguel Zúñiga Navarro. De esta manera las dos cofradías, que recordemos, habían sido fusionadas en 1953, volverían a tomar caminos por separado, cumpliendo con sus fines primorosamente y existiendo fraternales lazos y filial afecto entre ambas hasta nuestros días.
Tras la grandiosa época de la Coronación Canónica, llegó una etapa en la que la cofradía comenzó a ver reducido el esplendor de sus cultos, causado especialmente por la malinterpretación del llamado "espíritu" del Concilio Vaticano II, especialmente por parte de algunos sectores del clero, en los que pusieron en duda a las asociaciones de fieles y su utilidad, a pesar de ser instituciones de gran arraigo en el sur de España. A pesar de ello la Archicofradía subsistió, aun cuando los frailes dominicos prohibieron que se procesionara a la Santísima Virgen durante casi una década (entre 1977 y 1986), realizándose los cultos de los primeros domingos y la Solemne Novena de manera ininterrumpida.  

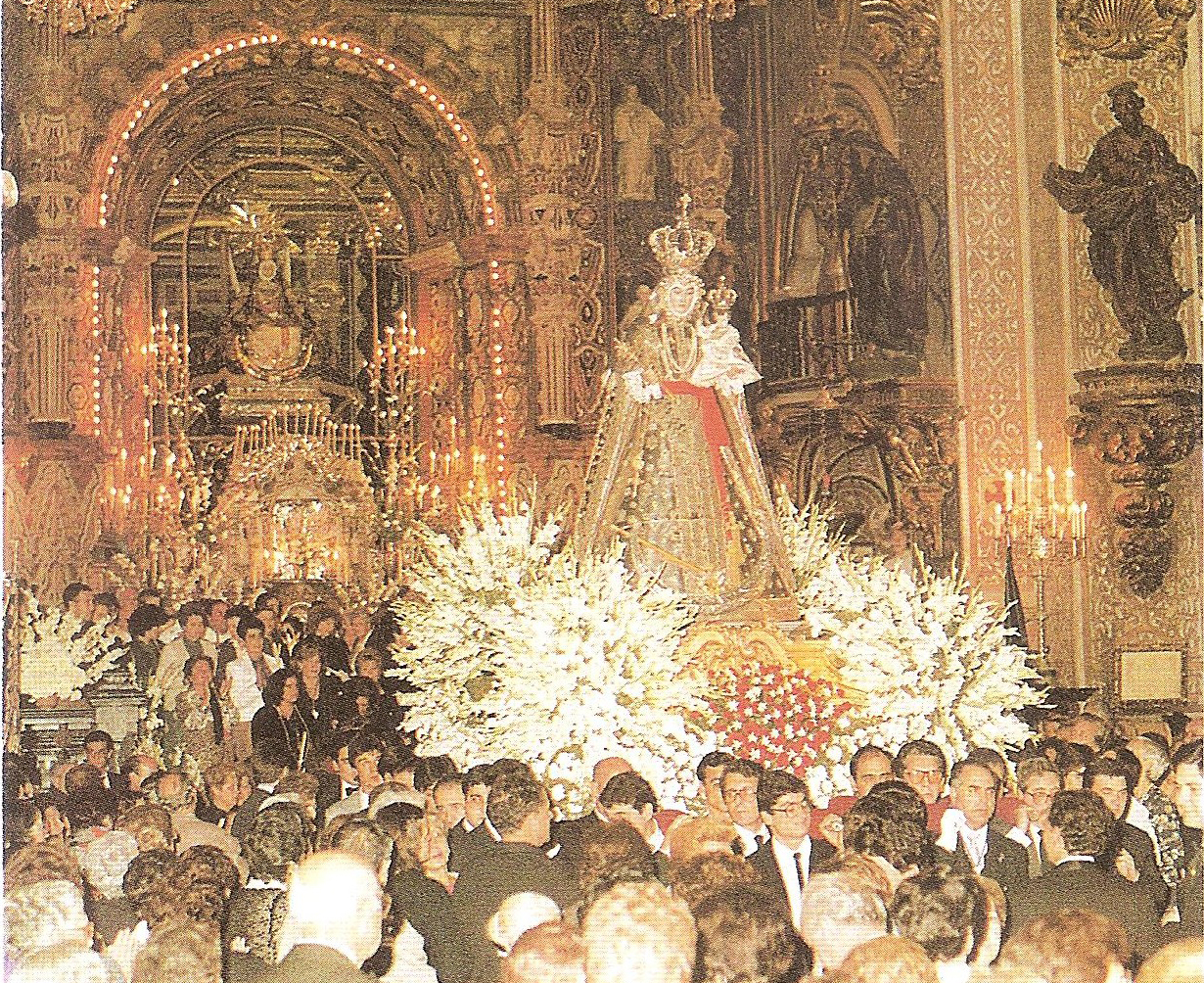
Procesión de octubre de 1986, en el XXV Aniversario de la Coronación Canónica.

Durante aquellos duros momentos la situación revirtió gracias al empeño de los jóvenes de la Archicofradía, que unidos en el que podría considerarse el primer grupo joven de una cofradía granadina, consiguieron que la Santísima Virgen del Rosario volviera a ser procesionada en los tradicionales y solemnes festejos del mes de octubre. Esa recuperación se vería consolidada en el año 1986, año en que se cumpliría el vigésimo quinto aniversario de la Coronación Canónica, motivo por el que la procesión haría estación de gloria en la Basílica de Nuestra Señora de las Angustias, por el hermanamiento que desde 1748 une a la Archicofradía con esta Hermandad Sacramental de la Patrona de Granada. La reaparición de la Virgen del Rosario Coronada en su procesión de cada 12 de octubre, supuso devolver a Granada, y en especial al barrio del Realejo, la icónica imagen a la que llevaban venerando tantas generaciones desde el siglo XVI, convirtiéndose la recuperada procesión, en el gran colofón de las Fiestas del barrio. 
En el año 1992 se celebraría el D Aniversario fundacional de la Archicofradía y el Barrio del Realejo. Por este motivo el Ayuntamiento de Granada concedió su medalla de oro al Barrio, siendo entregada por la Asociación de Vecinos a su vecina más antigua, su querida y venerada patrona, la Virgen del Rosario Coronada.

### Actualidad
Con la llegada del nuevo siglo, la Archicofradía continuó desarrollando su actividad, comenzándose una etapa de grandes cambios y avances para la misma. Hay que destacar las labores de restauración realizadas por el Instituto Andaluz del Patrimonio Histórico entre los años 2007 y 2010, dentro del programa "Andalucía Barroca", entre los años 2007 y 2010, que supuso la devolución a su estado original del complejo arquitectónico del camarín, restaurándose también la imagen de la Santísima Virgen y el Niño Jesús en la sede de la institución en la Isla de la Cartuja de Sevilla. Estas labores de conservación permitieron que en el año 2013 pudiera abrirse al público el edificio, compartiendo con todos los granadinos y foráneos un espacio, hasta el momento, desconocido.
En el año 2011 se celebró con gran solemnidad el L aniversario de la Coronación Canónica. Con motivo de la efeméride su santidad el papa, Benedicto XVI, concedió un Año Jubilar, se realizó una exposición conmemorativa en el Colegio Mayor Santa Cruz la Real, bajo el título "Perfume de Amor", y se realizó una procesión extraordinaria el 15 de mayo por las calles del centro de la ciudad. Como colofón al Año Jubilar, la Archicofradía fue la encargada de organizar el XIII Encuentro de Hermandades y Cofradías del Rosario de Andalucía.

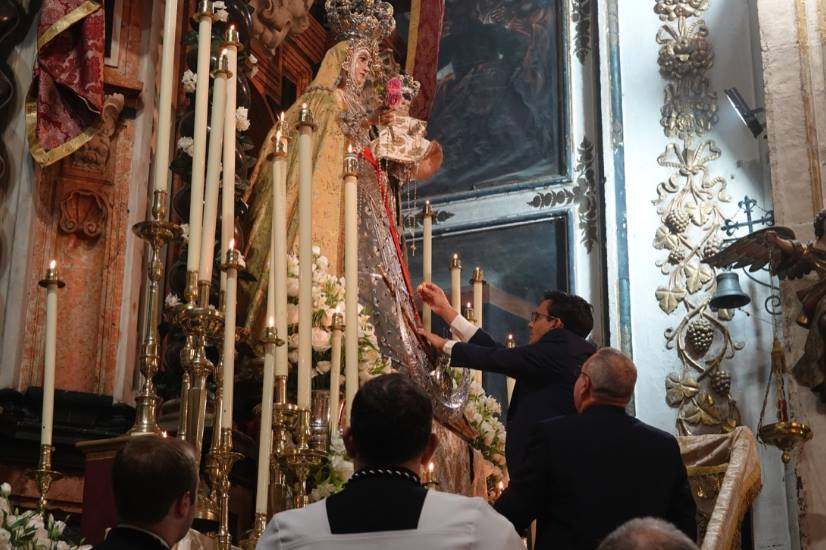
El Alcalde imponiendo la Granada de Oro a la Virgen del Rosario el 11 de octubre de 2018

Un año después se produciría el cambio en la manera de portar la imagen en la Solemne Procesión del 12 de octubre. Debido a la falta de hermanos horquilleros, se optó por un sistema de procesionar conocido como costal, utilizado por gran parte de las cofradías andaluzas. Esto permite que cada año la imagen sea procesionada por dos cuadrillas de costaleros completas. Gracias a este cambio, se recuperó el paso tallado en los años 40 del siglo XX por el hermano de la Archicofradía y reconocido imaginero y tallista D. Nicolás Prados López, sobre el que se colocó la peana procesional realizada por el también hermano de la Archicofradía y reconocido imaginero D. Eduardo Espinosa Cuadros en 1925. Las piezas recuperadas son de las más antiguas de las que procesionan las cofradías granadinas actualmente, por lo que desde el año 2013 se está realizando la restauración de las mismas por el restaurador y dorador granadino D. Cecilio Reyes. El paso procesional se completó con unos candelabros de guardabrisa, estrenados en el año 2014.
El 5 de abril de 2017 se celebró el DXXV Aniversario de la fundación de la Archicofradía y el Convento de Santa Cruz la Real con una Santa Misa a la que asistieron las principales autoridades de la ciudad y las instituciones y hermandades vinculadas con la cofradía. Dada la relevancia de la efeméride, la Santísima Virgen fue expuesta en devoto besamano de forma extraordinaria el domingo 1 de octubre, fiesta del Rosario, asistiendo gran cantidad de granadinos a este acto de veneración. Al ser la cofradía más antigua, de la ciudad de Granada, que ha llegado a nuestros días, y cumpliéndose más de cinco siglos de historia y devoción al rosario y la Santísima Virgen del Rosario Coronada, la Comisión de Honores y Distinciones del Excelentísimo Ayuntamiento de la Ciudad de Granada concedió a la Virgen la "Granada de Oro". Esta distinción fue impuesta a la Virgen el 11 de octubre de 2018 por el Excmo. Sr. Alcalde-Presidente D. Francisco Cuenca. 

## La Virgen del Rosario y la Marina
La vinculación de la Marina con la advocación religiosa de la Santísima Virgen del Rosario fue muy estrecha desde la victoria de Lepanto el 7 de octubre de 1571, hecho que se consideró milagroso e intercesión de la virgen del Rosario quien había asistido a la batalla a bordo de la galera de don Juan de Austria y siendo adoptada como patrona de la Armada Española, patrona de las flotas de indias y de los tercios de galeones durante lo siglos XVI, XVII y XVIII siéndole encomendadas las misiones de la misma hasta que en el siglo XX, por O.M. del 19 de abril de 1901 fue declarada la Virgen del Carmen Patrona de la Marina de Guerra.
Según Orden del 22 de septiembre de 1955, le fueron concedidos los honores militares máximos por las fuerzas de los Ejércitos.
Igualmente, a propuesta del Ministro de Marina se le otorgaron honores militares máximos de Capitana general de la Armada (arma presentada e himno nacional) a la sagrada imagen de la Virgen del Rosario custodiada por la Muy Antigua, Pontificia, Real e Ilustre Archicofradía que se venera en el Convento de Santa Cruz la Real de la ciudad de Granada, según Orden del 9 de junio de 1958. En un acto solemne en el que participaron diferentes autoridades civiles, militares y eclesiásticas, fue nombrada Capitana General de la Armada a la imagen y se le impusieron en los Solemnes Cultos de octubre de ese año el fajín de capitán general por el almirante Santiago Antón Rozas, en representación del Ministro de Marina, D. Felipe Abárzuza, y el bastón de mando de capitán general por el Capitán de la IX Región Militar de Granada Rafael Álvarez Serrano, en representación del Ministro del Ejército.
La Santísima Virgen de Nuestra Señora del Rosario fue condecorada con la Banda de seda con la Gran Cruz de la Orden del Mérito Naval que lleva anexo el tratamiento de Excelencia.